# Tiko (Kameroen)
Tiko is een plaats in regio Sud-Ouest van Kameroen in het departement Fako.
De plaats heeft ongeveer 56.000 inwoners en er rondom zijn voornamelijk rubber-, palmolie- en bananenplantages gelegen.

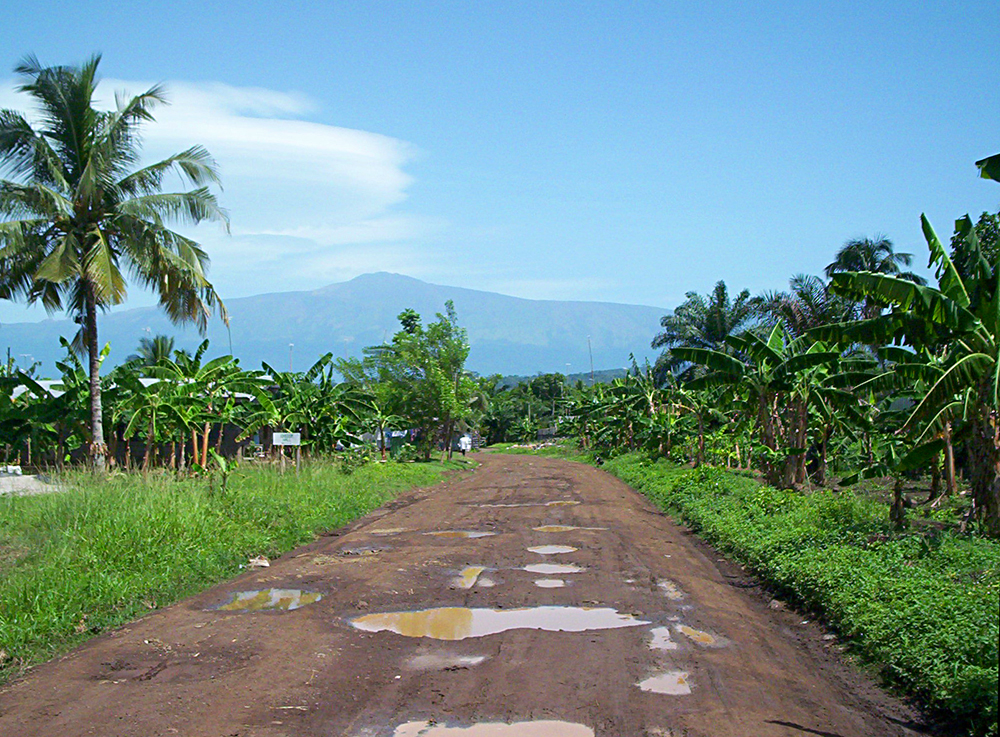
Gezicht op Mount Cameroon vanuit Tiko